# Білл Берг
Білл Берг (англ. Bill Berg, нар. 21 жовтня 1967, Сент-Кетерінс) — колишній канадський хокеїст, що грав на позиції крайнього нападника.
Провів понад 600 матчів у Національній хокейній лізі. 

## Ігрова кар'єра
Хокейну кар'єру розпочав 1985 року.
1986 року був обраний на драфті НХЛ під 59-м загальним номером командою «Нью-Йорк Айлендерс». 
Протягом професійної клубної ігрової кар'єри, що тривала 13 років, захищав кольори команд «Нью-Йорк Айлендерс», «Торонто Мейпл-Ліфс», «Нью-Йорк Рейнджерс» та «Оттава Сенаторс».
Загалом провів 607 матчів у НХЛ, включаючи 61 гру плей-оф Кубка Стенлі.

## Інше
Після завершення кар'єри гравця працював хокейним аналітиком на канадських телевізійних та радіоканалах.

## Статистика
| Сезон        | Клуб                         | Ліга         | Регулярний сезон | Регулярний сезон | Регулярний сезон | Регулярний сезон | Регулярний сезон | Плей-оф | Плей-оф | Плей-оф | Плей-оф | Плей-оф |
| Сезон        | Клуб                         | Ліга         | І                | Г                | П                | О                | ШХ               | І       | Г       | П       | О       | ШХ      |
| ------------ | ---------------------------- | ------------ | ---------------- | ---------------- | ---------------- | ---------------- | ---------------- | ------- | ------- | ------- | ------- | ------- |
| 1985–86      | «Торонто Мальборос»          | ОХЛ          | 64               | 3                | 35               | 38               | 143              | 4       | 0       | 0       | 0       | 19      |
| 1986–87      | «Торонто Мальборос»          | ОХЛ          | 57               | 3                | 15               | 18               | 138              | —       | —       | —       | —       | —       |
| 1986–87      | «Спрингфілд Індіанс»         | АХЛ          | 4                | 1                | 1                | 2                | 4                | —       | —       | —       | —       | —       |
| 1987–88      | «Пеорія Райвермен»           | ІХЛ          | 5                | 0                | 1                | 1                | 8                | 7       | 0       | 3       | 3       | 31      |
| 1987–88      | «Спрингфілд Індіанс»         | АХЛ          | 76               | 6                | 26               | 32               | 148              | —       | —       | —       | —       | —       |
| 1988–89      | «Спрингфілд Індіанс»         | АХЛ          | 69               | 17               | 32               | 49               | 122              | —       | —       | —       | —       | —       |
| 1988–89      | «Нью-Йорк Айлендерс»         | НХЛ          | 7                | 1                | 2                | 3                | 10               | —       | —       | —       | —       | —       |
| 1989–90      | «Спрингфілд Індіанс»         | АХЛ          | 74               | 12               | 42               | 54               | 74               | 15      | 5       | 12      | 17      | 22      |
| 1990–91      | «Нью-Йорк Айлендерс»         | НХЛ          | 78               | 9                | 14               | 23               | 67               | —       | —       | —       | —       | —       |
| 1991–92      | «Кепітал Дістрікт Айлендерс» | АХЛ          | 3                | 0                | 2                | 2                | 16               | —       | —       | —       | —       | —       |
| 1991–92      | «Нью-Йорк Айлендерс»         | НХЛ          | 47               | 5                | 9                | 14               | 28               | —       | —       | —       | —       | —       |
| 1992–93      | «Нью-Йорк Айлендерс»         | НХЛ          | 22               | 6                | 3                | 9                | 49               | —       | —       | —       | —       | —       |
| 1992–93      | «Торонто Мейпл-Ліфс»         | НХЛ          | 58               | 7                | 8                | 15               | 54               | 21      | 1       | 1       | 2       | 18      |
| 1993–94      | «Торонто Мейпл-Ліфс»         | НХЛ          | 83               | 8                | 11               | 19               | 93               | 18      | 1       | 2       | 3       | 10      |
| 1994–95      | «Торонто Мейпл-Ліфс»         | НХЛ          | 32               | 5                | 1                | 6                | 26               | 7       | 0       | 1       | 1       | 4       |
| 1995–96      | «Торонто Мейпл-Ліфс»         | НХЛ          | 23               | 1                | 1                | 2                | 33               | —       | —       | —       | —       | —       |
| 1995–96      | «Нью-Йорк Рейнджерс»         | НХЛ          | 18               | 2                | 1                | 3                | 8                | 10      | 1       | 0       | 1       | 0       |
| 1996–97      | «Нью-Йорк Рейнджерс»         | НХЛ          | 67               | 8                | 6                | 14               | 37               | 3       | 0       | 0       | 0       | 2       |
| 1997–98      | «Нью-Йорк Рейнджерс»         | НХЛ          | 67               | 1                | 9                | 10               | 55               | —       | —       | —       | —       | —       |
| 1998–99      | «Оттава Сенаторс»            | НХЛ          | 44               | 2                | 2                | 4                | 28               | 2       | 0       | 0       | 0       | 0       |
| 1998–99      | «Гартфорд Вулвс Пек»         | АХЛ          | 16               | 4                | 7                | 11               | 23               | —       | —       | —       | —       | —       |
| Усього в НХЛ | Усього в НХЛ                 | Усього в НХЛ | 546              | 55               | 67               | 122              | 488              | 61      | 3       | 4       | 7       | 34      |